# 高橋洋 (映画監督)
高橋 洋（たかはし ひろし、1959年8月8日 - ）は、日本の脚本家、映画監督、映画批評家。

## 経歴
千葉県立東葛飾高等学校を経て、1985年早稲田大学第一文学部ロシア文学科を卒業。在学中は早大シネマ研究会に所属し、『夜は千の眼を持つ』（1984年）などの8ミリ作品を発表した。1990年、森﨑東監督のテレビドラマ『離婚・恐婚・連婚』にて脚本家デビュー。その後、中田秀夫監督の映画『女優霊』（1996年）や『リング』（1998年）の脚本を手がける。2004年、『ソドムの市』にて長篇監督デビューを果たす。2008年、『狂気の海』が公開され、2010年、『恐怖』が公開される。2012年、『旧支配者のキャロル』が公開される。

## フィルモグラフィー

### 映画
- 暗い部屋のロミオとジュリエット（1977年） - 脚本
- 穴（1977年） - 監督
- 夜は千の眼を持つ（1984年） - 監督
- ハーケンクロイツの男（1986年） - 監督
- 私を抱いてそしてキスして（1992年） - 脚本
- 東方見聞録（1992年） - 脚本
- XX 美しき狩人（1994年） - 脚本
- クレイジー・コップ 捜査はせん!（1995年） - 脚本
- 女優霊（1996年） - 脚本
- 軽井沢夫人 官能の夜想曲（1996年） - 脚本
- GO CRAZY 銃弾を駆け抜けろ!（1996年） - 脚本
- 露出狂の女（1996年） - 脚本
- 復讐 運命の訪問者（1997年） - 脚本
- ピエタ（1997年） - 脚本
- 暗殺の街 極道捜査線（1997年） - 脚本
- インフェルノ 蹂躙（1997年） - 脚本
- リング（1998年） - 脚本
- 蛇の道（1998年） - 脚本
- 新生 トイレの花子さん（1998年） - 脚本
- リング2（1999年） - 脚本
- リング0 バースデイ（2000年） - 脚本
- 発狂する唇（2000年） - 脚本
- 血を吸う宇宙（2001年） - 脚本
- 血を吸う宇宙 外伝 変身（2001年） - 脚本
- 呪怨（2003年） - 監修
- アメリカ刑事（2003年） - 監督、『刑事まつり』の一編
- 地獄小僧（2004年） - 監修、『日野日出志のザ・ホラー怪奇劇場』の一編
- ソドムの市（2004年） - 監督・脚本、『ホラー番長シリーズ』の一編
- 狂気の海（2007年） - 監督・脚本[5]
- おろち（2008年） - 脚本
- おそらく悪魔が（2009年） - 監督
- 恐怖（2010年） - 監督・脚本
- 旧支配者のキャロル（2011年） - 監督・脚本、『コラボ・モンスターズ!!』の一編
- 続・おそらく悪魔が（2011年） - 監督
- 炎の天使（2012年） - 監督
- VHSテープを巻き戻せ!（2013年） - ドキュメンタリー映画出演
- 代理人アイリーン（2015年） - 監督
- 予兆 散歩する侵略者 劇場版（2017年） - 脚本 ※TVシリーズの再編集版
- 画廊（2017年） - 監督
- 霊的ボリシェヴィキ（2018年2月10日公開） - 監督・脚本
- 宇宙の裏返し（2019年） - 監督・脚本
- 夢の丘（2019年） - 監督・脚本
- 彼方より（2020年） - 監督・脚本
- うそつきジャンヌ・ダルク（2021年） - 監修(第一部・第二部)・監督(第三部)・脚本
- 同志アナスタシア（2022年） - 監修(第一部)・監督(第二部)・脚本
- ザ・ミソジニー（2022年） - 監督・脚本
- オクス駅お化け（2023年） - 脚本
- 蛇の道（2024年）- 原作脚本

### ドラマ
- 離婚・恐婚・連婚（1990年、日本テレビ） - 脚本、『水曜グランドロマン』の一編
- おろし金に白い指（1991年、関西テレビ） - 脚本、『DRAMADAS』の一編
- 俺たちルーキーコップ（1992年、日本テレビ） - 脚本
- 幽霊の棲む旅館（1992年、テレビ朝日） - 脚本、『本当にあった怖い話』の一編
- 呪われた人形（1992年、テレビ朝日） - 脚本、『本当にあった怖い話』の一編
- ゆきどまり（1998年、テレビ朝日） - 脚本、『幻想ミッドナイト』の一編
- 木霊（1998年、テレビ朝日） - 脚本、『学校の怪談G』の一編
- たたり（1999年、関西テレビ） - 脚本、『学校の怪談　春のたたりスペシャル』の一編
- 庭（2003年、BS-i） - 監督、『怪談新耳袋』の一編
- ヒエロニムスの下僕（2004年、テレビ東京） - 脚本、『ウルトラQ dark fantasy』の一編
- 予兆 散歩する侵略者(2017年、WOWOW) - 脚本
- 呪怨：呪いの家（2020年7月3日、Netflixオリジナルドラマ） - 脚本

### オリジナルビデオ
- XX（ダブルエックス） 美しき狩人（ハンター）（1994年） - 脚本
- XX（ダブルエックス） 美しき獣（1995年） - 脚本
- 呪怨（1999年） - 監修
- 呪怨2（2000年） - 監修

## 著書
- 映画の魔（2004年、青土社）
- 映画の授業―映画美学校の教室から（青土社、2004年） 共著・黒沢清、万田邦敏、塩田明彦、青山真治　ほか
- 映画の生体解剖 恐怖と恍惚のシネマガイド（2014年、洋泉社） - 稲生平太郎との共著
- 映画の生体解剖Ｘ映画術: 何かがそこに降りてくる Kindle版 稲生平太郎、高橋洋、塩田明彦(著), 石堂藍(編集) かなざわ映画の会 2015年
- 地獄は実在する　高橋洋恐怖劇傑作選（2018年、幻戯書房）